# Levy Sekgapane
Levy Sekgapane (ur. 16 grudnia 1990 w Kroonstad) – południowoafrykański śpiewak operowy, tenor Bel canto, a także tenor Mozartowski.
Repertuar artysty obejmuje utwory G. Rossiniego, G. Donizettiego, W.A. Mozarta, J.S. Bacha. Szczególnie zauważany jest w rolach: hrabiego Almavivy, Dona Ramiro, Selimo.
W 2017 został laureatem pierwszej nagrody w Światowym Konkursie Operowym „Operalia” Plácido Domingo.
Sekgapane został wyróżniony przez amerykański dwutygodnik Forbes tytułułem „30 under 30” Europa 2018 w kategorii Kultura i Sztuka.

## Wczesne życie i edukacja
Levy Sekgapane urodził się 16 grudnia 1990 [potrzebne źródło] w Kroonstad w Południowej Afryce.
W okresie wczesnej młodości swoje zainteresowania dzielił między piłkę nożną, którą uprawiał wyczynowo a muzykę. Wtedy też został członkiem południowoafrykańskiego chóru młodzieżowego (pod kierownictwem Andre van der Merwe'a) i rozpoczął naukę śpiewu oraz gry na fortepianie w liceum w Stellenbergu w Prowincji Przylądkowej Zachodniej w Południowej Afryce[potrzebne źródło]. Następnie kontynuował studia wokalne w klasach Kamala Khana i Hanny van Niekerk w Południowoafrykańskiej Wyższej Szkole Muzycznej Uniwersytetu Kapsztadzkiego. Już w tym czasie brał udział w różnych przedstawieniach operowych na uniwersytecie jako członek chóru, dopóki nie zadebiutował jako solista rolą hrabiego Almavivy w Cyruliku sewilskim Rossiniego.

## Kariera

### Udział w międzynarodowych konkursach wokalnych
Levy Sekgapane zdobył pierwszą nagrodę na Międzynarodowym Konkursie Śpiewaczym Hansa Gabora „Belvedere”, a także pierwszą nagrodę na Międzynarodowym Konkursie Śpiewaczym Monserrat Caballé w 2015.
Latem 2017 roku został laureatem pierwszej nagrody w Światowym Konkursie Operowym „Operalia” Plácido Domingo.

### Początki międzynarodowej kariery
Kariera sceniczna artysty rozpoczęła się w Chemnitz w Niemczech, mając 23 lata zaśpiewał tam rolę Dona Ramiro w Kopciuszku Rossiniego spektaklu w reżyserii południowoafrykańskiego tenora Kobie van Rensburga. W sezonie 2015/16 został członkiem młodzieżowej obsady Semperoper w Dreźnie. W następnym sezonie pojawił się, śpiewając rolę hrabiego Almavivy i Dona Ramiro, w takich domach operowych, jak Teatro Massimo w Palermo, Opera we Florencji (Maggio Musicale Fiorentino), Bawarska Opera Państwowa, Teatr Miejski w Santiago, Hamburska Opera Państwowa i Łotewska Opera Narodowa w Rydze.
W 2018 roku Sekgapane zadebiutował na dwóch festiwalach we Włoszech: Festiwalu Operowym Rossiniego w Pesaro, rolą Selimo w Adinie Rossiniego, festiwalu operowym Donizettiego w rodzinnym mieście kompozytora - Bergamo rolą Króla Guido w pierwszej operze Donizettiego Enrico di Borgogna (nagranie DVD zostało wydane w 2019 roku przez Dynamic).
W następnym roku śpiewał na Festiwalu Operowym Wexford w Irlandii w tej produkcji Adiny Rossiniego, która wcześniej miała swoją premierę w Pesaro. Wystąpił też w nowej produkcji Cyrulika sewilskiego na festiwalu w Glyndebourne oraz na festiwalu w Salzburgu w Idomeneuszu, operze buffa Mozarta, jako Arbace.
Inne ważne punkty jego kariery artystycznej obejmują: debiut w roli hrabiego Almavivy w Operze Niemieckiej w Berlinie, debiut w Królewskiej Operze w Kopenhadze, gdzie śpiewał rolę hrabiego Libenskofa w nowej produkcji opery Rossiego Podróż do Reims oraz występ na festiwalu Whitsun w Teatrze Państwowym w Wiesbaden, gdzie debiutował rolą Nemorino w Napoju miłosnym Donizettiego. Pierwszy krok na scenie koncertowej miał miejsce w Filharmonii nad Łabą w Hamburgu gdzie zaśpiewał swój pierwszy galowy koncert sylwestrowy wspólnie z Olgą Peretyatko pod batutą Jamesa Conlona.  Wystąpił także w galowym koncercie "Maria Callas" w Teatrze Champs-Élysées w Paryżu który był transmitowany przez telewizję France 3. Sekgapane wystąpił także na galowym koncercie charytatywnym organizowanym corocznie przez Operę Niemiecką w Berlinie na rzecz chorych na HIV i AIDS. W sierpniu 2019 roku został wydany jego pierwszy solowy album Giovin Fiamma (Rossini Arias), nagrany z Orkiestrą Monachijskiego Radia pod batutą Giacomo Sagripantiego, wydany przez wytwórnię Prima Classic.

## Repertuar

### Role operowe
| Rola             | Tytuł opery            | Kompzytor    | Miejsce |
| ---------------- | ---------------------- | ------------ | --- |
| Hrabia Almaviva  | Cyrulik sewilski       | G. Rossini   | 2019 - Teatro Massimo di Palermo 2019 - Glyndebourne Opera House 2019 - Opéra National de Bordeaux 2019 - Ópera Nacional de Chile, Santiago 2018 - Ópera de Las Palmas 2018 - Teatro del Maggio Musicale Fiorentino 2018 - Opéra National de Paris 2017/18 - Den Norske Opera, Oslo 2016/17 - Aalto-Musiktheater Essen 2016/17 - Deutsche Oper Berlin 2016 - Semperoper Dresden |
| Don Ramiro       | Kopciuszek             | G. Rossini   | 2019 - Opéra Royal de Wallonie, Liège 2017 - Bayerische Staatsoper, München 2016 - Staatsoper Hamburg |
| Selimo           | Adina                  | G. Rossini   | 2019 - Wexford Festival Opera 2018 - Rossini Opera Festival, Pesaro |
| Hrabia Libenskof | Podróż do Reims        | G. Rossini   | 2017 - Gran Teatre del Liceu, Barcelona 2017 - Royal Danish Opera, København |
| Arbace           | Idomeneusz, król Krety | W.A. Mozart  | 2019 - Salzburger Festspiele |
| Guido            | Enrico di Borgogna     | G. Donizetti | 2018 - Teatro Donizetti Bergamo |
| Don Narciso      | Turek we Włoszech      | G. Rossini   | 2018 - Staatsoper Hamburg |
| Ernesto          | Don Pasquale           | G. Donizetti | 2018/2019 - Latvian National Opera, Riga |
| Nemorino         | Napój miłosny          | G. Donizetti | 2017/18 - Hessisches Staatstheater Wiesbaden |
| Lindoro          | Włoszka w Algierze     | G. Rossini   | 2017 - Teatro Massimo di Palermo |
| Albazar          | Turek we Włoszech      | G. Rossini   | 2016 - Rossini Opera Festival, Pesaro |

### Koncerty, recitale
[tabela w budowie]
| Rok  | Wydarzenie                                                            | Orkiestra, dyrygent                                            | Miejsce                                           |
| ---- | --------------------------------------------------------------------- | -------------------------------------------------------------- | ------------------------------------------------- |
| 2019 | Messa di Gloria, G. Rossini                                           | Insula orchestra, Speranza Scappucci                           | La Seine Musicale, Paryż                          |
| 2019 | Machaidze & Sekgapane – Italian operatic gems concert                 | Copenhagen Philharmonic Orchestra, Patrick Lange               | Tivoli Concert Hall, Kopenhaga                    |
| 2019 | "Korchak and friends" concert for the 40th birthday of Dmitry Korczak | Musica Viva Orchestra, Dmitry Korchak / Konstantin Chudovsky   | Sala Koncertowa "Zariadje" (ros. Зарядье), Moskwa |
| 2018 | Maria Callas: The tribute concert                                     | Lamoureux Orchestra, Yvan Cassar                               | Teatr Champs-Élysées, Paryż                       |
| 2018 | Riga Opera Festival Gala Concert                                      | Latvian National Opera Orchestra, Ozoliņš / Vaicis / Veismanis | Łotewska Opera Narodowa, Ryga                     |
| 2017 | New Year's Eve gala concert with Olga Peretyatko                      | NDR Elbphilharmonie Orchestra, James Conlon                    | Elbphilharmonie, Hamburg                          |
| 2017 | Duet Gala Concert                                                     | Cape Town Philharmonic Orchestra, Tim Murray                   | Artscape Opera House, Artscape Theatre, Kapsztad  |
| 2017 | Recital at the CPH Opera Festival                                     | Leif Greibe (fortepian)                                        | Børssalen, Kopenhaga                              |
| 2016 | 23 Festive Opera Gala (for the German AIDS Foundation)                | [information needed]                                           | Deutsche Oper, Berlin                             |
| 2016 | Rossini Gala, the Verdi Symphonic Season                              | Orchestra Sinfonica di Milano Giuseppe Verdi, Jader Bignamini  | Auditorium di Milano, Mediolan                    |

## Nagrania

### Audio
| Rok  | Tytuł                          | Kompozytor  | Soliści | Orkiestra, dyrygent                               | Wytwórnia           |
| ---- | ------------------------------ | ----------- | --- | ------------------------------------------------- | ------------------- |
| 2019 | Giovin Fiamma, (Rossini Arias) | G. Rossini  | Levy Sekgapane | Munich Radio Orchestra, Giacomo Sagripanti        | Prima Classic       |
| 2019 | Die Zauberflöte                | W.A. Mozart | Rolando Villazón, Regula Mühlemann, Franz-Josef Selig, Albina Shagimuratova, Christiane Karg, Klaus Florian Vogt, Paul Schweinester, Tareq Nazmi, Levy Sekgapane, Douglas Williams, Johanni van Oostrum, Corinna Scheurle, Claudia Huckle, | Chamber Orchestra of Europe, Yannick Nézet-Séguin | Deutsche Grammophon |
| 2017 | Amor Fatale                    | G. Rossini  | Marina Rebeka, Julia Heiler, Levy Sekgapane, Gianluca Margheri, Chor des Bayerischen Rundfunks | Munich Radio Orchestra, Marco Armiliato           | BR KLASSIK          |

### Video
| Rok  | Tytuł              | Kompozytor   | Soliści                                                                        | Orkiestra, dyrygent                                       | Wytwórnia |
| ---- | ------------------ | ------------ | ------------------------------------------------------------------------------ | --------------------------------------------------------- | --------- |
| 2020 | Enrico Di Borgogna | G. Donizetti | Anna Bonitatibus, Sonia Ganassi, Levy Sekgapane, Luca Tittoto, Federica Vitali | Academia Montis Regalis (Orchestra), Alessandro De Marchi | Dynamic   |